# Aphidius uroleuci
Aphidius uroleuci is een insect dat behoort tot de orde vliesvleugeligen (Hymenoptera) en de familie van de schildwespen (Braconidae). De wetenschappelijke naam van de soort werd voor het eerst geldig gepubliceerd door Mescheloff & Rosen in 1990.